# 62. Kongress der Vereinigten Staaten
Der 62. Kongress der Vereinigten Staaten, bestehend aus dem Repräsentantenhaus und dem Senat, war die Legislative der Vereinigten Staaten. Seine Legislaturperiode dauerte vom 4. März 1911 bis zum 4. März 1913. Alle Abgeordneten des Repräsentantenhauses sowie ein Drittel der Senatoren (Klasse I) waren im Jahr 1910 bei den Kongresswahlen gewählt worden. Dabei ergab sich im Senat eine Mehrheit für die Republikanische Partei, die mit William H. Taft auch den Präsidenten stellte. Im Repräsentantenhaus hatte die Demokratische Partei die Mehrheit. Während der Legislaturperiode gab es einige Rücktritte und Todesfälle, die aber an den Mehrheitsverhältnissen nichts änderten. Nach der Aufnahme der Staaten New Mexico und Arizona wurde ab der nächsten Legislaturperiode die Zahl der Senatoren und Abgeordneten auf 96 bzw. 435 erhöht. Der Kongress tagte in der amerikanischen Bundeshauptstadt Washington, D.C. Die Vereinigten Staaten bestanden damals aus 48 Bundesstaaten. Die Sitzverteilung im Repräsentantenhaus basierte auf der Volkszählung von 1900.

## Wichtige Ereignisse
Siehe auch 1911, 1912 und 1913
- 4. März 1911: Beginn der Legislaturperiode des 62. Kongresses
- 15. Mai 1911: Das Oberste Bundesgericht löst die Standard Oil Gesellschaft wegen ihrer rechtswidrigen Monopolstellung auf.
- 6. Januar 1912: New Mexico wird Bundesstaat der USA.
- 14. Februar 1912: Arizona wird Bundesstaat der USA.
- 15. April 1912: Untergang der Titanic.
- 5. Juni 1912: Die United States Marines landen auf Kuba.
- 18. Juni 1912: Auf der Republican National Convention in Chicago wird Amtsinhaber William Taft erneut zum Präsidentschaftskandidaten nominiert. Er setzt sich gegen den früheren Präsidenten Theodore Roosevelt durch. In der Folge kandidiert dieser als Kandidat der von ihm am 5. August gegründeten Progressive Party. Damit nehmen sich bei der Präsidentschaftswahl im November Taft und Roosevelt gegenseitig die Stimmen weg und ermöglichen dem Demokraten Woodrow Wilson den Wahlsieg. Dieser war am 25. Juni 1912 auf der Democratic National Convention nominiert worden.
- 24. August 1912: Gründung des Alaska-Territoriums
- 30. Oktober 30, 1912: Vizepräsident James S. Sherman stirbt
- 5. November 1912: Präsidentschafts- und Kongresswahlen in den USA. Neben dem Wahlsieg Wilsons zum Präsidenten gewinnen die Demokraten auch die Mehrheit in beiden Kammern.
- 13. Februar 1913: Der 16. Zusatzartikel zur Verfassung der Vereinigten Staaten wird ratifiziert. Er regelt die Einführung der Einkommensteuer.

## Die wichtigsten Gesetze
In den Sitzungsperioden des 62. Kongresses wurden unter anderem folgende Bundesgesetze verabschiedet (siehe auch: Gesetzgebungsverfahren):
- 9. August 1911: Gesetz zur Anhebung der Abgeordnetenzahl im Repräsentantenhaus auf 435 nach dem Beitritt der Staaten New Mexico und Arizona.
- 24. August 1912: Lloyd–La Follette Act
- 13. Februar 1913: Carlin Act
- 1. März 1913: Webb–Kenyon Act
- 1. März 1913: Railway Evaluation Act
- 3. März 1913: Publicity In Taking Evidence Act
- 3. März 1913: Virus-Serum-Toxin Act
- 3. März 1913: Gould Amendment
- 4. März 1913: Arlington Memorial Amphitheater Act
- 4. März 1913: Road and Trails Fund Act
- 4. März 1913: Burnett Act
- 4. März 1913: Weeks–McLean Act
- 4. März 1913: Federal Revenue Sharing Act
- 4. März 1913: Rivers and Harbors Act of 1913
- 4. März 1913: Burnt Timber Act
- 4. März 1913: Labor Department Act

## Zusammensetzung nach Parteien

### Senat
- Demokratische Partei: 44
- Republikanische Partei: 52 (Mehrheit)
- Vakant: 0

Gesamt: 92

### Repräsentantenhaus
- Demokratische Partei: 230 (Mehrheit)
- Republikanische Partei: 162
- Sonstige: 2

Gesamt: 394
Außerdem gab es noch sieben nicht stimmberechtigte Kongressdelegierte.

## Amtsträger

### Senat
- Präsident des Senats: James S. Sherman (R) bis zu seinem Tod am 30. Oktober 1912, dann war das Amt vakant.
- Präsident pro tempore: William P. Frye (R) bis zum 27. April 1911. Für die verbleibende Zeit des Kongresses bis zum 4. März 1913 wechselten sich fünf Senatoren in dem Amt ab, da man sich nicht auf einen Kandidaten einigen konnte.

### Repräsentantenhaus
- Sprecher des Repräsentantenhauses: Champ Clark (D)

#### Führung der Mehrheitspartei
- Mehrheitsführer: Oscar Underwood (D)

#### Führung der Minderheitspartei
- Minderheitsführer: James Mann (R)

## Senatsmitglieder
Im 62. Kongress vertraten folgende Senatoren ihre jeweiligen Bundesstaaten:
| Alabama - 2. John H. Bankhead (D) - 3. Joseph F. Johnston (D) Arizona - 1. Henry F. Ashurst (D) ab dem 2. April 1912 - 1. Marcus A. Smith (D) ab dem 2. April 1912 Arkansas - 2. Jeff Davis (D) bis zum 3. Januar 1913 - John Netherland Heiskell (D) vom 6. bis zum 29. Januar 1913 - William M. Kavanaugh (D) ab dem 29. Januar 1913 - 3. James Paul Clarke (D) Kalifornien - 1. John D. Works (R) - 3. George Clement Perkins (R) Colorado - 2. Simon Guggenheim (R) - 3. Charles Spalding Thomas (D) ab dem 15. Januar 1913 Connecticut - 1. George P. McLean (R) - 3. Frank B. Brandegee (R) Delaware - 1. Henry A. du Pont (R) - 2. Harry A. Richardson (R) Florida - 1. Nathan P. Bryan (D) - 3. Duncan U. Fletcher (D) Georgia - 2. Augustus Octavius Bacon (D) - 3. Joseph M. Terrell (D) bis zum 14. Juli 1911 - Michael Hoke Smith (D) ab dem 16. November 1911 Idaho - 2. William Borah (R) - 3. Weldon B. Heyburn (R) bis zum 17. Oktober 1912 - Kirtland I. Perky (D) vom 18. November 1912 bis zum 5. Februar 1913 - James H. Brady (R) ab dem 6. Februar 1913 Illinois - 2. Shelby Moore Cullom (R) - 3. William Lorimer (R) bis zum 13. Juli 1912 Indiana - 1. John W. Kern (D) - 3. Benjamin F. Shively (D) Iowa - 2. Lafayette Young (R) bis zum 11. April 1911 - William Squire Kenyon (R) ab dem 12. April 1911 - 3. Albert B. Cummins (R) Kansas - 2. Charles Curtis (R) - 3. Joseph L. Bristow (R) Kentucky - 2. Thomas H. Paynter (D) - 3. William O’Connell Bradley (R) Louisiana - 2. Murphy J. Foster (D) - 3. John Randolph Thornton (D) Maine - 1. Charles Fletcher Johnson (R) - 2. William P. Frye (R) bis zum 8. August 1911 - Obadiah Gardner (D) ab dem 23. September 1911 Maryland - 1. Isidor Rayner (D) bis zum 25. November 1912 - William Purnell Jackson (R) ab dem 29. November 1912 - 3. John Walter Smith (D) Massachusetts - 1. Henry Cabot Lodge (R) - 2. Winthrop M. Crane (R) Michigan - 1. Charles E. Townsend (R) - 2. William Alden Smith (R) Minnesota - 1. Moses Edwin Clapp (R) - 2. Knute Nelson (R) Mississippi - 1. John Sharp Williams (D) - 2. LeRoy Percy (D) Missouri - 1. James A. Reed (R) - 3. William J. Stone (D) Montana - 1. Henry L. Myers (D) - 2. Joseph Dixon (R) | Nebraska - 1. Gilbert Monell Hitchcock (D) - 2. Norris Brown (R) Nevada - 1. George S. Nixon (R) bis zum 5. Juni 1912 - William A. Massey (R) vom 1. Juli 1912 bis zum 29. Januar 1913 - Key Pittman (D) ab dem 29. Januar 1913 - 3. Francis G. Newlands (D) New Hampshire - 2. Henry E. Burnham (R) - 3. Jacob Harold Gallinger (R) New Jersey - 1. James Edgar Martine (D) - 2. Frank O. Briggs (R) New Mexico - 1. Thomas B. Catron (R) ab dem 2. April 1912 - 2. Albert B. Fall (R) ab dem 2. April 1912 New York - 1. James Aloysius O’Gorman (D) - 3. Elihu Root (R) North Carolina - 2. Furnifold McLendel Simmons (D) - 3. Lee Slater Overman (D) North Dakota - 1. Porter J. McCumber (R) - 3. Asle Gronna (R) Ohio - 1. Atlee Pomerene (D) - 3. Theodore E. Burton (R) Oklahoma - 2. Robert Latham Owen (D) - 3. Thomas Gore (D) Oregon - 2. Jonathan Bourne (R) - 3. George Earle Chamberlain (D) Pennsylvania - 1. George T. Oliver (R) - 3. Boies Penrose (R) Rhode Island - 1. Henry F. Lippitt (R) - 2. George P. Wetmore (R) South Carolina - 2. Benjamin Tillman (D) - 3. Ellison D. Smith (D) South Dakota - 2. Robert J. Gamble (R) - 3. Coe I. Crawford (R) Tennessee - 1. Luke Lea (D) - 2. Robert Love Taylor (D) bis zum 31. März 1912 - Newell Sanders (R) vom 11. April 1912 bis zum 24. Januar 1913 - William R. Webb (D) ab dem 24. Januar 1913 Texas - 1. Charles Allen Culberson (D) - 2. Joseph Weldon Bailey (D) bis zum 3. Januar 1913 - Rienzi Melville Johnston (D) vom 4. bis zum 29. Januar 1913 - Morris Sheppard (D) ab dem 19. Januar 1913 Utah - 1. George Sutherland (R) - 3. Reed Smoot (R) Vermont - 1. Carroll Smalley Page (R) - 3. William P. Dillingham (R) Virginia - 1. Claude A. Swanson (D) - 2. Thomas S. Martin (D) Washington - 1. Miles Poindexter (R) - 3. Wesley Livsey Jones (R) West Virginia - 1. William E. Chilton (D) - 2. Clarence Wayland Watson (D) Wisconsin - 1. Robert La Follette Sr. (R) - 3. Isaac Stephenson (R) Wyoming - 1. Clarence Don Clark (R) - 2. Francis E. Warren (R) |

## Mitglieder des Repräsentantenhauses
Folgende Kongressabgeordnete vertraten im 62. Kongress die Interessen ihrer jeweiligen Bundesstaaten:
| Alabama 9 Wahlbezirke - 1. George W. Taylor (D) - 2. Stanley Hubert Dent, Jr. (D) - 3. Henry De Lamar Clayton, Jr. (D) - 4. Fred L. Blackmon (D) - 5. James Thomas Heflin (D) - 6. Richmond Pearson Hobson (D) - 7. John Lawson Burnett (D) - 8. William N. Richardson (D) - 9. Oscar Underwood (D) Arizona Staatsweite Wahl - Carl Hayden (D) ab dem 19. Februar 1912 Arkansas 7 Wahlbezirke. - 1. Robert B. Macon (D) - 2. William Allan Oldfield (D) - 3. John C. Floyd (D) - 4. William B. Cravens (D) - 5. Henderson M. Jacoway (D) - 6. Joseph Taylor Robinson (D) bis zum 14. Januar 1913 - Samuel M. Taylor (D) ab dem 15. Januar 1913 - 7. William S. Goodwin (D) Kalifornien 8 Wahlbezirke. - 1. John E. Raker (D) - 2. William Kent (P = Progressive Party (1912)) - 3. Joseph R. Knowland (R) - 4. Julius Kahn (R) - 5. Everis A. Hayes (R) - 6. James C. Needham (R) - 7. William Stephens (R) - 8. Sylvester C. Smith (R) bis zum 26. Januar 1913, danach blieb der Sitz vakant Colorado 2 Wahlbezirke. Außerdem wurde ein Abgeordneter staatsweit gewählt - 1. Atterson W. Rucker (D) - 2. John Andrew Martin (D) - 3. Edward T. Taylor (D) staatsweit gewählt Connecticut 4 Wahlbezirke. Außerdem wurde ein Abgeordneter staatsweit gewählt - 1. E. Stevens Henry (R) - 2. Thomas L. Reilly (D) - 3. Edwin W. Higgins (R) - 4. Ebenezer J. Hill (R) - 5. John Q. Tilson (R) staatsweit gewählt Delaware Staatsweite Wahl - William H. Heald (R) Florida 3 Wahlbezirke - 1. Stephen M. Sparkman (D) - 2. Frank Clark (D) - 3. Dannite H. Mays (D) Georgia 11 Wahlbezirke - 1. Charles Gordon Edwards (D) - 2. Seaborn Roddenbery (D) - 3. Dudley Mays Hughes (D) - 4. William C. Adamson (D) - 5. William S. Howard (D) - 6. Charles Lafayette Bartlett (D) - 7. Gordon Lee (D) - 8. Samuel Joelah Tribble (D) - 9. Thomas Montgomery Bell (D) - 10. Thomas W. Hardwick (D) - 11. William Gordon Brantley (D) Idaho Staatsweite Wahl - Burton L. French (R) Illinois 25 Wahlbezirke - 1. Martin B. Madden (R) - 2. James Robert Mann (R) - 3. William W. Wilson (R) - 4. James T. McDermott (D) - 5. Adolph J. Sabath (D) - 6. Edmund J. Stack (D) - 7. Frank Buchanan (D) - 8. Thomas Gallagher (D) - 9. Lynden Evans (D) - 10. George Edmund Foss (R) - 11. Ira Clifton Copley (R) - 12. Charles Eugene Fuller (R) - 13. John C. McKenzie (R) - 14. James McKinney (R) - 15. George W. Prince (R) - 16. Claude U. Stone (D) - 17. John Allen Sterling (R) - 18. Joseph Gurney Cannon (R) - 19. William B. McKinley (R) - 20. Henry T. Rainey (D) - 21. James McMahon Graham (D) - 22. William A. Rodenberg (R) - 23. Martin D. Foster (D) - 24. H. Robert Fowler (D) - 25. Napoleon B. Thistlewood (R) Indiana 13 Wahlbezirke - 1. John W. Boehne (D) - 2. William A. Cullop (D) - 3. William E. Cox (D) - 4. Lincoln Dixon (D) - 5. Ralph W. Moss (D) - 6. Finly H. Gray (D) - 7. Charles A. Korbly (D) - 8. John A. M. Adair (D) - 9. Martin A. Morrison (D) - 10. Edgar D. Crumpacker (R) - 11. George W. Rauch (D) - 12. Cyrus Cline (D) - 13. Henry A. Barnhart (D) Iowa 11 Wahlbezirke - 1. Charles A. Kennedy (R) - 2. Irvin S. Pepper (D) - 3. Charles E. Pickett (R) - 4. Gilbert N. Haugen (R) - 5. James William Good (R) - 6. Nathan E. Kendall (R) - 7. Solomon F. Prouty (R) - 8. Horace Mann Towner (R) - 9. Walter I. Smith (R) bis zum 15. März 1911 - William R. Green (R) ab dem 5. Juni 1911 - 10. Frank P. Woods (R) - 11. Elbert H. Hubbard (R) bis zum 4. Juni 1912 - George Cromwell Scott (R) ab dem 5. November 1912 Kansas 8 Wahlbezirke. - 1. Daniel Anthony Jr. (R) - 2. Alexander C. Mitchell (R) bis zum 7. Juli 1911 - Joseph Taggart (D) ab dem 7. November 1911 - 3. Philip P. Campbell (R) - 4. Fred S. Jackson (R) - 5. Rollin R. Rees (R) - 6. Isaac D. Young (R) - 7. Edmond H. Madison (R) bis zum 18. September 1911 - George A. Neeley (D) ab dem 9. Januar 1912 - 8. Victor Murdock (R) Kentucky 11 Wahlbezirke - 1. Ollie Murray James (D) - 2. Augustus Owsley Stanley (D) - 3. Robert Y. Thomas (D) - 4. Ben Johnson (D) - 5. J. Swagar Sherley (D) - 6. Arthur B. Rouse (D) - 7. J. Campbell Cantrill (D) - 8. Harvey Helm (D) - 9. William J. Fields (D) - 10. John W. Langley (R) - 11. Caleb Powers (R) Louisiana 7 Wahlbezirke - 1. Albert Estopinal (D) - 2. H. Garland Dupré (D) - 3. Robert F. Broussard (D) - 4. John T. Watkins (D) - 5. Joseph E. Ransdell (D) - 6. Robert C. Wickliffe (D) bis zum 11. Juni 1912 - Lewis L. Morgan (D) ab dem 5. November 1912 - 7. Arsène Pujo (D) Maine 4 Wahlbezirke - 1. Asher Hinds (R) - 2. Daniel J. McGillicuddy (D) - 3. Samuel W. Gould (D) - 4. Frank E. Guernsey (R) Maryland 6 Wahlbezirke. - 1. James Harry Covington (D) - 2. Joshua Talbott (D) - 3. George Konig (D) - 4. John Charles Linthicum (D) - 5. Thomas Parran (R) - 6. David John Lewis (D) Massachusetts 14 Wahlbezirke - 1. George P. Lawrence (R) - 2. Frederick H. Gillett (R) - 3. John A. Thayer (D) - 4. William Wilder (R) - 5. Butler Ames (R) - 6. Augustus Peabody Gardner (R) - 7. Ernest W. Roberts (R) - 8. Samuel W. McCall (R) - 9. William Francis Murray (D) - 10. James Michael Curley (D) - 11. Andrew James Peters (D) - 12. John Wingate Weeks (R) - 13. William S. Greene (R) - 14. Robert O. Harris (R) Michigan 12 Wahlbezirke - 1. Frank Ellsworth Doremus (D) - 2. William Wedemeyer (R) bis zum 2. Januar 1913, danach blieb der Sitz vakant - 3. John M. C. Smith (R) - 4. Edward L. Hamilton (R) - 5. Edwin F. Sweet (D) - 6. Samuel William Smith (R) - 7. Henry McMorran (R) - 8. Joseph W. Fordney (R) - 9. James C. McLaughlin (R) - 10. George A. Loud (R) - 11. Francis H. Dodds (R) - 12. H. Olin Young (R) Minnesota 9. Wahlbezirke - 1. Sydney Anderson (R) - 2. Winfield Scott Hammond (D) - 3. Charles Russell Davis (R) - 4. Frederick Stevens (R) - 5. Frank Nye (R) - 6. Charles August Lindbergh (R) - 7. Andrew Volstead (R) - 8. Clarence B. Miller (R) - 9. Halvor Steenerson (R) Mississippi 8 Wahlbezirke - 1. Ezekiel S. Candler (D) - 2. Hubert D. Stephens (D) - 3. Benjamin G. Humphreys II (D) - 4. Thomas U. Sisson (D) - 5. Samuel Andrew Witherspoon (D) - 6. Pat Harrison (D) - 7. William A. Dickson (D) - 8. James William Collier (D) Missouri 16 Wahlbezirke - 1. James Tilghman Lloyd (D) - 2. William W. Rucker (D) - 3. Joshua W. Alexander (D) - 4. Charles F. Booher (D) - 5. William Patterson Borland (D) - 6. Clement C. Dickinson (D) - 7. Courtney W. Hamlin (D) - 8. Dorsey William Shackleford (D) - 9. Champ Clark (D) - 10. Richard Bartholdt (R) - 11. Theron Ephron Catlin (R) bis zum 12. August 1912 - Patrick F. Gill (D) ab dem 12. August 1912 - 12. Leonidas C. Dyer (R) - 13. Walter Lewis Hensley (D) - 14. Joseph J. Russell (D) - 15. James Alexander Daugherty (D) - 16. Thomas L. Rubey (D) Montana Staatsweite Wahl - Charles Nelson Pray (R) Nebraska 6 Wahlbezirke - 1. John A. Maguire (D) - 2. Charles O. Lobeck (D) - 3. James P. Latta (D) bis zum 11. September 1911 - Dan V. Stephens (D) ab dem 7. November 1911 - 4. Charles Henry Sloan (R) - 5. George W. Norris (R) - 6. Moses P. Kinkaid (R) | Nevada Staatsweite Wahl - Edwin Ewing Roberts (R) New Hampshire 2 Wahlbezirke - 1. Cyrus A. Sulloway (R) - 2. Frank Dunklee Currier (R) New Jersey 10 Wahlbezirke - 1. Henry C. Loudenslager (R) bis zum 12. August 1911 - William J. Browning (R) ab dem 7. November 1911 - 2. John J. Gardner (R) - 3. Thomas J. Scully (D) - 4. Ira W. Wood (R) - 5. William E. Tuttle (D) - 6. William Hughes (D) bis zum 27. September 1912 - Archibald C. Hart (D) ab dem 5. November 1912 - 7. Edward W. Townsend (D) - 8. Walter I. McCoy (D) - 9. Eugene F. Kinkead (D) - 10. James A. Hamill (D) New Mexico Staatsweite Wahl für zwei Abgeordnete - - Harvey Butler Fergusson (D) ab dem 8. Januar 1912 - George Curry (R) ab dem 8. Januar 1912 New York 37 Wahlbezirke - 1. Martin W. Littleton (D) - 2. George H. Lindsay (D) - 3. James P. Maher (D) - 4. Frank E. Wilson (D) - 5. William C. Redfield (D) - 6. William M. Calder (R) - 7. John Joseph Fitzgerald (D) - 8. Daniel J. Riordan (D) - 9. Henry M. Goldfogle (D) - 10. William Sulzer (D) bis zum 31. Dezember 1912, danach blieb der Sitz vakant - 11. Charles V. Fornes (D) - 12. Michael F. Conry (D) - 13. Jefferson Monroe Levy (D) - 14. John J. Kindred (D) - 15. Thomas G. Patten (D) - 16. Francis Burton Harrison (D) - 17. Henry George Jr. (D) - 18. Steven Beckwith Ayres (D) - 19. John Emory Andrus (R) - 20. Thomas W. Bradley (R) - 21. Richard E. Connell (D) bis zum 30. Oktober 1912, danach blieb der Sitz vakant - 22. William Draper (R) - 23. Henry S. De Forest (R) - 24. George Winthrop Fairchild (R) - 25. Theron Akin (D) - 26. George R. Malby (R) bis zum 5. Juli 1912 - Edwin Albert Merritt (R) ab dem 5. November 1912 - 27. Charles A. Talcott (D) - 28. Luther W. Mott (R) - 29. Michael E. Driscoll (R) - 30. John Wilbur Dwight (R) - 31. Sereno E. Payne (R) - 32. Henry G. Danforth (R) - 33. Edwin S. Underhill (D) - 34. James S. Simmons (R) - 35. Daniel A. Driscoll (D) - 36. Charles Bennett Smith (D) - 37. Edward B. Vreeland (R) North Carolina 10 Wahlbezirke - 1. John Humphrey Small (D) - 2. Claude Kitchin (D) - 3. John M. Faison (D) - 4. Edward W. Pou (D) - 5. Charles Manly Stedman (D) - 6. Hannibal Lafayette Godwin (D) - 7. Robert N. Page (D) - 8. Robert L. Doughton (D) - 9. Edwin Y. Webb (D) - 10. James M. Gudger (D) North Dakota 2 Wahlbezirke - 1. Louis Benjamin Hanna (R) bis zum 7. Januar 1918, danach blieb der Sitz vakant - 2. Henry Thomas Helgesen (R) Ohio 21 Wahlbezirke - 1. Nicholas Longworth (R) - 2. Alfred G. Allen (D) - 3. James M. Cox (D) bis zum 12. Januar 1913, danach blieb der Sitz vakant - 4. J. Henry Goeke (D) - 5. Timothy T. Ansberry (D) - 6. Matthew Denver (D) - 7. James D. Post (D) - 8. Frank B. Willis (R) - 9. Isaac R. Sherwood (D) - 10. Robert M. Switzer (R) - 11. Horatio C. Claypool (D) - 12. Edward L. Taylor (R) - 13. Carl C. Anderson (D) bis zum 1. Oktober 1912, danach blieb der Sitz vakant - 14. William Graves Sharp (D) - 15. George White (D) - 16. William B. Francis (D) - 17. William A. Ashbrook (D) - 18. John J. Whitacre (D) - 19. Ellsworth Raymond Bathrick (D) - 20. L. Paul Howland (R) - 21. Robert J. Bulkley (D) Oklahoma 5 Wahlbezirke - 1. Bird Segle McGuire (R) - 2. Dick Thompson Morgan (R) - 3. James S. Davenport (D) - 4. Charles D. Carter (D) - 5. Scott Ferris (D) Oregon 2 Wahlbezirke - 1. Willis C. Hawley (R) - 2. Walter Lafferty (R) Pennsylvania 32 Wahlbezirke. - 1. Henry H. Bingham (R) bis zum 22. März 1912 - William Scott Vare (R) ab dem 24. Mai 1912 - 2. William S. Reyburn (R) ab dem 23. Mai 1911 - 3. J. Hampton Moore (R) - 4. Reuben O. Moon (R) - 5. Michael Donohoe (D) - 6. George Deardorff McCreary (R) - 7. Thomas S. Butler (R) - 8. Robert Edward Difenderfer (D) - 9. William Walton Griest (R) - 10. John R. Farr (R) - 11. Charles Calvin Bowman (R) bis zum 12. Dezember 1912, danach blieb der Sitz vakant - 12. Robert Emmett Lee (D) - 13. John Hoover Rothermel (D) - 14. George Washington Kipp (D) bis zum 24. Juli 1911 - William Ainey (R) ab dem 7. November 1911 - 15. William Bauchop Wilson (D) - 16. John Geiser McHenry (D) bis zum 27. Dezember 1912, danach blieb der Sitz vakant - 17. Benjamin K. Focht (R) - 18. Marlin Edgar Olmsted (R) - 19. Jesse Lee Hartman (R) - 20. Daniel F. Lafean (R) - 21. Charles Emory Patton (R) - 22. Curtis Hussey Gregg (D) - 23. Thomas S. Crago (R) - 24. Charles Matthews (R) - 25. Arthur Laban Bates (R) - 26. Alexander Mitchell Palmer (D) - 27. J. N. Langham (R) - 28. Peter Moore Speer (R) - 29. Stephen Geyer Porter (R) - 30. John Dalzell (R) - 31. James F. Burke (R) - 32. Andrew Jackson Barchfeld (R) Rhode Island 2 Wahlbezirke - 1. George F. O’Shaunessy (D) - 2. George H. Utter (R) bis zum 3. November 1912, danach blieb der Sitz vakant South Carolina 7 Wahlbezirke. - 1. George Swinton Legaré (D) bis zum 31. Januar 1913, danach blieb der Sitz vakant - 2. James F. Byrnes (D) - 3. Wyatt Aiken (D) - 4. Joseph T. Johnson (D) - 5. David E. Finley (D) - 6. J. Edwin Ellerbe (D) - 7. Asbury Francis Lever (D) South Dakota Staatsweite Wahlen für beide Abgeordneten - Charles H. Burke (R) - Eben Martin (R) Tennessee 10 Wahlbezirke - 1. Sam R. Sells (R) - 2. Richard W. Austin (R) - 3. John A. Moon (D) - 4. Cordell Hull (D) - 5. William C. Houston (D) - 6. Joseph W. Byrns (D) - 7. Lemuel P. Padgett (D) - 8. Thetus W. Sims (D) - 9. Finis J. Garrett (D) - 10. George Washington Gordon (D) bis zum 9. August 1911 - Kenneth McKellar (D) ab dem 4. Dezember 1911 Texas 16 Wahlbezirke. - 1. Morris Sheppard (D) bis zum 3. Februar 1913, danach blieb der Sitz vakant - 2. Martin Dies (D) - 3. James Young (D) - 4. Choice B. Randell (D) - 5. James Andrew Beall (D) - 6. Rufus Hardy (D) - 7. Alexander W. Gregg (D) - 8. John M. Moore (D) - 9. George Farmer Burgess (D) - 10. Albert S. Burleson (D) - 11. Robert Lee Henry (D) - 12. Oscar Callaway (D) - 13. John Hall Stephens (D) - 14. James Luther Slayden (D) - 15. John Nance Garner (D) - 16. William Robert Smith (D) Utah Staatsweite Wahlen - Joseph Howell (R) Vermont 2 Wahlbezirke - 1. David J. Foster (R) bis zum 21. März 1912 - Frank L. Greene (R) ab dem 30. Juli 1912 - 2. Frank Plumley (R) Virginia 10 Wahlbezirke - 1. William Atkinson Jones (D) - 2. Edward Everett Holland (D) - 3. John Lamb (D) - 4. Robert Turnbull (D) - 5. Edward W. Saunders (D) - 6. Carter Glass (D) - 7. James Hay (D) - 8. Charles Creighton Carlin (D) - 9. C. Bascom Slemp (R) - 10. Henry D. Flood (D) Washington Drei Wahlbezirke - 1. William E. Humphrey (R) - 2. Stanton Warburton (R) - 3. William La Follette (R) West Virginia 5 Wahlbezirke - 1. John W. Davis (D) - 2. William Brown Jr. (D) - 3. Adam Brown Littlepage (D) - 4. John M. Hamilton (D) - 5. James A. Hughes (R) Wisconsin 11 Wahlbezirke - 1. Henry A. Cooper (R) - 2. John M. Nelson (R) - 3. Arthur W. Kopp (R) - 4. William J. Cary (R) - 5. Victor L. Berger (S = Socialist Party of America) - 6. Michael E. Burke (D) - 7. John J. Esch (R) - 8. James H. Davidson (R) - 9. Thomas F. Konop (D) - 10. Elmer A. Morse (R) - 11. Irvine Lenroot (R) Wyoming Staatsweite Wahlen - Franklin Wheeler Mondell (R) |

Nicht stimmberechtigte Mitglieder im Repräsentantenhaus:
- Alaska-Territorium: James Wickersham (R)
- Arizona-Territorium: Ralph H. Cameron (R) bis zum 14. Februar 1912
- Hawaii-Territorium: Jonah Kūhiō Kalanianaʻole (R)
- New-Mexico-Territorium: William Henry Andrews (R) bis zum 6. Januar 1912
- Philippinen:
  - 1. Benito Legarda
  - 2. Manuel Quezon
- Puerto Rico: Luis Muñoz Rivera (Unionist)